# Campeonato Mundial de Balonmano Femenino de 2019
El XXIV Campeonato Mundial de Balonmano Femenino se celebró en la prefectura de Kumamoto (Japón) entre el 30 de noviembre y el 15 de diciembre de 2019 bajo la organización de la Federación Internacional de Balonmano (IHF) y la Federación Japonesa de Balonmano.
Un total de veinticuatro selecciones nacionales compitieron por el título mundial, cuyo anterior portador era el equipo de Francia, vencedor del Mundial de 2017.
El equipo de los Países Bajos conquistó el título mundial al derrotar en la final a la selección de España con un marcador de 29-30. En el partido por el tercer lugar el conjunto de Rusia venció al de Noruega.

## Clasificación
| Competición                            | Fecha                                        | Sede                               | Plazas | Equipos clasificados                                                         |
| -------------------------------------- | -------------------------------------------- | ---------------------------------- | ------ | ---------------------------------------------------------------------------- |
| País anfitrión                         | —                                            | —                                  | 1      | Japón                                                                        |
| Campeonato Mundial                     | 1 – 17 de diciembre de 2017                  | Alemania                           | 1      | Francia                                                                      |
| Campeonato Sur-Centroamericano de 2018 | 29 de noviembre – 4 de diciembre de 2018     | Maceió · ( Brasil)                 | 2      | Brasil Argentina                                                             |
| Campeonato Asiático                    | 30 de noviembre – 9 de diciembre de 2018     | Kumamoto ( Japón)                  | 4      | Corea del Sur China Kazajistán Australia                                     |
| Campeonato Africano                    | 2 – 12 de diciembre de 2018                  | Brazzaville ( República del Congo) | 3      | Angola Senegal R. D. del Congo                                               |
| Campeonato Europeo                     | 29 de noviembre – 16 de diciembre de 2018    | Francia                            | 3      | Rusia Países Bajos Rumania                                                   |
| Campeonato Norteamericano y del Caribe | 28 de mayo – 2 de junio de 2019              | México                             | 1      | Cuba                                                                         |
| Proceso europeo de clasificación       | 23 de noviembre de 2018 – 6 de junio de 2019 | —                                  | 9      | Alemania Dinamarca Eslovenia España Hungría Montenegro Noruega Serbia Suecia |
| TOTAL                                  |                                              |                                    | 24     | 24                                                                           |

1. ↑  Australia clasificó como equipo de Oceanía al cumplir el requisito de quedar entre los cinco mejores del Campeonato Asiático.[4]

## Sedes
| Foto | Grupo             | Ciudad     | Instalación                           | Capacidad |
| ---- | ----------------- | ---------- | ------------------------------------- | --------- |
|      | A, I y fase final | Kumamoto   | Park Dome Kumamoto                    | 10 000    |
|      | B y II            | Kumamoto   | Aqua Dome Kumamoto                    | 6400      |
|      | C y D             | Kumamoto   | Gimnasio de la Prefectura de Kumamoto | 3400      |
|      | B                 | Yamaga     | Gimnasio de Yamaga                    | 2100      |
|      | C                 | Yatsushiro | Gimnasio de Yatsushiro                | 2500      |

## Árbitros
La IHF anunció una lista de 17 parejas de árbitros provenientes de todas las federaciones continentales afiliadas, a excepción de la de Oceanía.
| País          | Árbitros                             |
| ------------- | ------------------------------------ |
| Alemania      | Maike Merz Tanja Schilha             |
| Argelia       | Yusef Beljiri Sid Ali Hamidi         |
| Argentina     | María Inés Paolantoni Mariana García |
| China         | Cheng Yufeng Zhou Yunlei             |
| Corea del Sur | Koo Bon-Ok Lee Se-Ok                 |
| Croacia       | Davor Lončar Zoran Lončar            |
| Dinamarca     | Karina Christiansen Line Hansen      |
| Egipto        | Yasmina El-Saied Heidy El-Saied      |

| País      | Árbitros                                |
| --------- | --------------------------------------- |
| Eslovenia | Bojan Lah David Sok                     |
| España    | Ignacio García Andreu Marín             |
| Francia   | Charlotte Bonaventura Julie Bonaventura |
| Japón     | Koyoshi Hizaki Tomokazu Ikebuchi        |
| Rumania   | Cristina Năstase Simona Stancu          |
| Rusia     | Viktoriya Alpaidze Tatiana Beriozkina   |
| Serbia    | Vanja Antić Jelena Jakovljević          |
| Túnez     | Samir Krichen Samir Majluf              |
| Uruguay   | Mathias Sosa Cristian Lemes             |

## Grupos
El sorteo de los grupos se llevó a cabo el 21 de junio de 2019 en Tokio. Tras el sorteo, los cuatro grupos quedaron de la siguiente manera:
| Grupo A      | Grupo B       | Grupo C    | Grupo D         |
| ------------ | ------------- | ---------- | --------------- |
| Países Bajos | Francia       | Rumania    | Rusia           |
| Noruega      | Dinamarca     | Hungría    | Suecia          |
| Serbia       | Alemania      | Montenegro | Japón           |
| Eslovenia    | Corea del Sur | España     | China           |
| Angola       | Brasil        | Senegal    | Argentina       |
| Cuba         | Australia     | Kazajistán | R. D. del Congo |

## Primera fase
- Todos los partidos en la hora local de Japón (UTC+9).

Los primeros tres de cada grupo alcanzan la fase principal. Los equipos restantes juegan entre sí por los puestos 13 a 24.

### Grupo A
| Equipo       | J | G | E | P | GF  | GC  | DG   | PTS |
| ------------ | - | - | - | - | --- | --- | ---- | --- |
| Países Bajos | 5 | 4 | 0 | 1 | 178 | 134 | +44  | 8   |
| Noruega      | 5 | 4 | 0 | 1 | 169 | 115 | +54  | 8   |
| Serbia       | 5 | 3 | 0 | 2 | 155 | 143 | +12  | 6   |
| Angola       | 5 | 2 | 0 | 3 | 150 | 151 | -1   | 4   |
| Eslovenia    | 5 | 2 | 0 | 3 | 142 | 150 | -8   | 4   |
| Cuba         | 5 | 0 | 0 | 5 | 122 | 223 | -101 | 0   |

- Resultados

| Fecha | Hora  | Partido¹     | Partido¹ | Partido¹     | Resultado |
| ----- | ----- | ------------ | -------- | ------------ | --------- |
| 30.11 | 15:00 | Serbia       | -        | Angola       | 32-25     |
| 30.11 | 18:00 | Países Bajos | -        | Eslovenia    | 26-32     |
| 30.11 | 20:30 | Noruega      | -        | Cuba         | 47-16     |
| 02.12 | 12:30 | Cuba         | -        | Serbia       | 27-46     |
| 02.12 | 15:00 | Angola       | -        | Países Bajos | 28-35     |
| 02.12 | 20:30 | Eslovenia    | -        | Noruega      | 20-36     |
| 03.12 | 15:00 | Países Bajos | -        | Cuba         | 51-23     |
| 03.12 | 18:00 | Eslovenia    | -        | Angola       | 24-33     |
| 03.12 | 20:30 | Noruega      | -        | Serbia       | 28-25     |
| 05.12 | 15:00 | Cuba         | -        | Eslovenia    | 26-39     |
| 05.12 | 18:00 | Serbia       | -        | Países Bajos | 23-36     |
| 05.12 | 20:30 | Noruega      | -        | Angola       | 30-24     |
| 06.12 | 15:00 | Serbia       | -        | Eslovenia    | 29-27     |
| 06.12 | 18:00 | Angola       | -        | Cuba         | 40-30     |
| 06.12 | 20:30 | Países Bajos | -        | Noruega      | 30-28     |

- (¹) – Todos en Kumamoto.

### Grupo B
| Equipo        | J | G | E | P | GF  | GC  | DG   | PTS |
| ------------- | - | - | - | - | --- | --- | ---- | --- |
| Corea del Sur | 5 | 3 | 2 | 0 | 149 | 124 | +25  | 8   |
| Alemania      | 5 | 3 | 1 | 1 | 142 | 111 | +31  | 7   |
| Dinamarca     | 5 | 3 | 1 | 1 | 132 | 100 | +32  | 7   |
| Francia       | 5 | 2 | 1 | 2 | 137 | 100 | +37  | 5   |
| Brasil        | 5 | 1 | 1 | 3 | 119 | 115 | +4   | 2   |
| Australia     | 5 | 0 | 0 | 5 | 53  | 182 | -129 | 0   |

- Resultados

| Fecha | Hora  | Partido¹      | Partido¹ | Partido¹      | Resultado |
| ----- | ----- | ------------- | -------- | ------------- | --------- |
| 30.11 | 15:00 | Alemania      | -        | Brasil        | 30-24     |
| 30.11 | 18:00 | Francia       | -        | Corea del Sur | 27-29     |
| 30.11 | 20:30 | Dinamarca     | -        | Australia     | 37-12     |
| 01.12 | 15:00 | Brasil        | -        | Francia       | 19-19     |
| 01.12 | 18:00 | Australia     | -        | Alemania      | 8-34      |
| 01.12 | 20:30 | Corea del Sur | -        | Dinamarca     | 26-26     |
| 03.12 | 15:00 | Corea del Sur | -        | Brasil        | 33-27     |
| 03.12 | 19:00 | Francia       | -        | Australia     | 46-7      |
| 03.12 | 20:30 | Dinamarca     | -        | Alemania      | 25-26     |
| 04.12 | 15:00 | Australia     | -        | Corea del Sur | 17-34     |
| 04.12 | 19:00 | Alemania      | -        | Francia       | 25-27     |
| 04.12 | 20:30 | Dinamarca     | -        | Brasil        | 24-18     |
| 06.12 | 15:00 | Brasil        | -        | Australia     | 31-9      |
| 06.12 | 19:00 | Alemania      | -        | Corea del Sur | 27-27     |
| 06.12 | 20:30 | Francia       | -        | Dinamarca     | 18-20     |

- (¹) – Todos en Yamaga, a excepción de los jugados a las 20:30 que fueron en Kumamoto.

### Grupo C
| Equipo     | J | G | E | P | GF  | GC  | DG  | PTS |
| ---------- | - | - | - | - | --- | --- | --- | --- |
| España     | 5 | 5 | 0 | 0 | 159 | 103 | +56 | 10  |
| Montenegro | 5 | 4 | 0 | 1 | 137 | 123 | +14 | 8   |
| Rumania    | 5 | 3 | 0 | 2 | 121 | 129 | -8  | 6   |
| Hungría    | 5 | 2 | 0 | 3 | 145 | 117 | +28 | 4   |
| Senegal    | 5 | 1 | 0 | 4 | 119 | 137 | -18 | 2   |
| Kazajistán | 5 | 0 | 0 | 5 | 92  | 164 | -72 | 0   |

- Resultados

| Fecha  | Hora  | Partido¹   | Partido¹ | Partido¹   | Resultado |
| ------ | ----- | ---------- | -------- | ---------- | --------- |
| 30.11  | 15:00 | Montenegro | -        | Senegal    | 29-25     |
| 30.11  | 18:00 | Hungría    | -        | Kazajistán | 39-15     |
| 30.11* | 18:00 | Rumania    | -        | España     | 16-31     |
| 01.12  | 15:00 | Kazajistán | -        | Montenegro | 21-30     |
| 01.12  | 18:00 | Senegal    | -        | Rumania    | 24-29     |
| 01.12* | 18:00 | España     | -        | Hungría    | 29-25     |
| 03.12  | 15:00 | España     | -        | Senegal    | 29-20     |
| 03.12* | 15:00 | Hungría    | -        | Montenegro | 24-25     |
| 03.12  | 19:00 | Rumania    | -        | Kazajistán | 22-20     |
| 04.12  | 15:00 | Kazajistán | -        | España     | 16-43     |
| 04.12* | 15:00 | Montenegro | -        | Rumania    | 27-26     |
| 04.12  | 19:00 | Hungría    | -        | Senegal    | 30-20     |
| 06.12  | 15:00 | Montenegro | -        | España     | 26-27     |
| 06.12* | 15:00 | Senegal    | -        | Kazajistán | 30-20     |
| 06.12  | 19:00 | Rumania    | -        | Hungría    | 28-27     |

- (¹) – Todos en Yatsushiro, a excepción de los marcados con un asterisco que fueron en Kumamoto.

### Grupo D
| Equipo          | J | G | E | P | GF  | GC  | DG  | PTS |
| --------------- | - | - | - | - | --- | --- | --- | --- |
| Rusia           | 5 | 5 | 0 | 0 | 158 | 91  | +67 | 10  |
| Suecia          | 5 | 4 | 0 | 1 | 144 | 114 | +30 | 8   |
| Japón           | 5 | 3 | 0 | 2 | 136 | 121 | +15 | 6   |
| Argentina       | 5 | 2 | 0 | 3 | 124 | 133 | -9  | 4   |
| R. D. del Congo | 5 | 1 | 0 | 4 | 86  | 137 | -51 | 2   |
| China           | 5 | 0 | 0 | 5 | 100 | 152 | -52 | 0   |

- Resultados

| Fecha | Hora  | Partido¹        | Partido¹ | Partido¹        | Resultado |
| ----- | ----- | --------------- | -------- | --------------- | --------- |
| 30.11 | 15:00 | Japón           | -        | Argentina       | 24-20     |
| 30.11 | 18:00 | Rusia           | -        | China           | 26-11     |
| 30.11 | 20:30 | Suecia          | -        | R. D. del Congo | 26-16     |
| 02.12 | 15:00 | Argentina       | -        | Rusia           | 22-35     |
| 02.12 | 18:00 | R. D. del Congo | -        | Japón           | 16-28     |
| 02.12 | 20:30 | China           | -        | Suecia          | 19-32     |
| 03.12 | 14:30 | Rusia           | -        | R. D. del Congo | 34-13     |
| 03.12 | 17:00 | China           | -        | Argentina       | 28-34     |
| 03.12 | 19:30 | Suecia          | -        | Japón           | 34-26     |
| 05.12 | 15:00 | R. D. del Congo | -        | China           | 25-24     |
| 05.12 | 18:00 | Japón           | -        | Rusia           | 23-33     |
| 05.12 | 20:30 | Suecia          | -        | Argentina       | 30-23     |
| 06.12 | 15:00 | Japón           | -        | China           | 35-18     |
| 06.12 | 18:00 | Argentina       | -        | R. D. del Congo | 25-16     |
| 06.12 | 20:30 | Rusia           | -        | Suecia          | 30-22     |

- (¹) – Todos en Kumamoto.

## Segunda fase
- Todos los partidos en la hora local de Japón (UTC+9).

Los primeros dos de cada grupo disputan las semifinales.

### Grupo I
| Equipo        | J | G | E | P | GF  | GC  | DG  | PTS |
| ------------- | - | - | - | - | --- | --- | --- | --- |
| Noruega       | 5 | 4 | 0 | 1 | 146 | 128 | +18 | 8   |
| Países Bajos  | 5 | 3 | 0 | 2 | 153 | 136 | +17 | 6   |
| Serbia        | 5 | 2 | 1 | 2 | 139 | 151 | -12 | 5   |
| Alemania      | 5 | 2 | 1 | 2 | 135 | 136 | -1  | 5   |
| Dinamarca     | 5 | 1 | 2 | 2 | 123 | 124 | -1  | 4   |
| Corea del Sur | 5 | 0 | 2 | 3 | 144 | 165 | -21 | 2   |

- Resultados

| Fecha | Hora  | Partido¹      | Partido¹ | Partido¹      | Resultado |
| ----- | ----- | ------------- | -------- | ------------- | --------- |
| 08.12 | 15:00 | Serbia        | -        | Corea del Sur | 36-33     |
| 08.12 | 18:00 | Países Bajos  | -        | Alemania      | 23-25     |
| 08.12 | 20:30 | Noruega       | -        | Dinamarca     | 22-19     |
| 09.12 | 15:00 | Alemania      | -        | Serbia        | 28-29     |
| 09.12 | 18:00 | Dinamarca     | -        | Países Bajos  | 27-24     |
| 09.12 | 20:30 | Corea del Sur | -        | Noruega       | 25-36     |
| 11.12 | 15:00 | Países Bajos  | -        | Corea del Sur | 40-33     |
| 11.12 | 18:00 | Serbia        | -        | Dinamarca     | 26-26     |
| 11.12 | 20:30 | Noruega       | -        | Alemania      | 32-29     |

- (¹) – Todos en Kumamoto.

### Grupo II
| Equipo     | J | G | E | P | GF  | GC  | DG  | PTS |
| ---------- | - | - | - | - | --- | --- | --- | --- |
| Rusia      | 5 | 5 | 0 | 0 | 161 | 117 | +44 | 10  |
| España     | 5 | 3 | 1 | 1 | 145 | 137 | +8  | 7   |
| Montenegro | 5 | 3 | 0 | 2 | 137 | 137 | 0   | 6   |
| Suecia     | 5 | 2 | 1 | 2 | 141 | 132 | +9  | 5   |
| Japón      | 5 | 1 | 0 | 4 | 143 | 150 | -7  | 2   |
| Rumania    | 5 | 0 | 0 | 5 | 102 | 156 | -54 | 0   |

- Resultados

| Fecha | Hora  | Partido¹   | Partido¹ | Partido¹   | Resultado |
| ----- | ----- | ---------- | -------- | ---------- | --------- |
| 08.12 | 15:00 | Rumania    | -        | Rusia      | 18-27     |
| 08.12 | 18:00 | Montenegro | -        | Japón      | 30-26     |
| 08.12 | 20:30 | España     | -        | Suecia     | 28-28     |
| 10.12 | 15:00 | Rusia      | -        | Montenegro | 35-28     |
| 10.12 | 18:00 | Japón      | -        | España     | 31-33     |
| 10.12 | 20:30 | Suecia     | -        | Rumania    | 34-22     |
| 11.12 | 15:00 | España     | -        | Rusia      | 26-36     |
| 11.12 | 18:00 | Rumania    | -        | Japón      | 20-37     |
| 11.12 | 20:30 | Montenegro | -        | Suecia     | 26-23     |

- (¹) – Todos en Kumamoto.

## Fase final
- Todos los partidos en la hora local de Japón (UTC+9).

|  | Semifinales     | Semifinales     |    |         | Final           | Final           |  |
|  | 13 de diciembre | 13 de diciembre |    |         | 15 de diciembre | 15 de diciembre |  |
|  |                 |                 |    |         |                 |                 |  |
|  |                 |                 |    |         |                 |                 |  |
|  | Noruega         | 22              |    |         |                 |                 |  |
|  | España          | 28              |    |         |                 |                 |  |
|  |                 |                 |    |         |                 |                 |  |
|  |                 |                 |    |         |                 |                 |  |
|  |                 |                 |    |         | España          | 29              |  |
|  |                 | Países Bajos    | 30 |         |                 |                 |  |
|  |                 |                 |    |         |                 |                 |  |
|  |                 |                 |    |         |                 |                 |  |
|  |                 |                 |    |         | Tercer lugar    |                 |  |
|  |                 |                 |    |         |                 |                 |  |
|  | Rusia           | 32              |    | Noruega | 28              |                 |  |
|  | Países Bajos    | 33              |    |         | Rusia           | 33              |  |

### Semifinales
| Fecha | Hora  | Partido¹ | Partido¹ | Partido¹     | Resultado |
| ----- | ----- | -------- | -------- | ------------ | --------- |
| 13.12 | 17:30 | Rusia    | -        | Países Bajos | 32-33     |
| 13.12 | 20:30 | Noruega  | -        | España       | 22-28     |

- (¹) – En Kumamoto.

### Séptimo lugar
| Fecha | Hora  | Partido¹ | Partido¹ | Partido¹ | Resultado |
| ----- | ----- | -------- | -------- | -------- | --------- |
| 13.12 | 14:30 | Alemania | -        | Suecia   | 24-35     |

### Quinto lugar
| Fecha | Hora  | Partido¹ | Partido¹ | Partido¹   | Resultado |
| ----- | ----- | -------- | -------- | ---------- | --------- |
| 13.12 | 11:30 | Serbia   | -        | Montenegro | 26-28     |

### Tercer lugar
| Fecha | Hora  | Partido¹ | Partido¹ | Partido¹ | Resultado |
| ----- | ----- | -------- | -------- | -------- | --------- |
| 15.12 | 17:30 | Noruega  | -        | Rusia    | 28-33     |

### Final
| Fecha | Hora  | Partido¹ | Partido¹ | Partido¹     | Resultado |
| ----- | ----- | -------- | -------- | ------------ | --------- |
| 15.12 | 20:30 | España   | -        | Países Bajos | 29-30     |

- (¹) – En Kumamoto.

## Copa Presidente
La denominada Copa Presidente es el torneo que disputaron los doce equipos que quedaron en los tres últimos lugares de cada grupo tras finalizar la Primera fase. Compitieron por ocupar las posiciones 13 a 24 en la clasificación general.

## Medallero
| Países Bajos | España | Rusia |
| Lois Abbingh Delaila Amega Debbie Bont Rinka Duijndam Kelly Dulfer Merel Freriks Laura van der Heijden Dione Housheer Jessy Kramer Angela Malestein Larissa Nusser Estavana Polman Martine Smeets Inger Smits Danick Snelder Tess Wester Bo van Wetering | Silvia Arderius Alexandrina Cabral Barbosa Elisabet Cesáreo Maitane Echeverría Alicia Fernández Fraga Mireya González Álvarez Lara González Ortega Jennifer Gutiérrez Bermejo Ainhoa Hernández Marta López Herrero Soledad López Jiménez Silvia Navarro Giménez María Núñez Nistal Nerea Pena Almudena Rodríguez Rodríguez Darly Zoqbi | Vladlena Bobrovnikova Olga Fomina Yaroslava Frolova Olga Gorshenina Anastasiya Ilarionova Viktoriya Kalinina Kristina Kozhokar Polina Kuznetsova Anastasiya Laguina Xeniya Makeyeva Yelizaveta Malashenko Yuliya Managarova Yelena Mikhailichenko Anna Sedoikina Anna Sen Anna Viajireva Yana Zhilinskaite |
| Emmanuel Mayonnade (seleccionador) | Carlos Viver (seleccionador) | Ambrosio Martín (seleccionador) |

1. 1 2  Jugadora remplazada.

## Estadísticas

### Clasificación general
| 1. Países Bajos JO CM |
| 2. España TPO         |
| 3. Rusia TPO          |
| 4. Noruega TPO        |
| 5. Montenegro TPO     |
| 6. Serbia TPO         |
| 7. Suecia TPO         |
| 8. Alemania           |
| 9. Dinamarca          |
| 10. Japón             |
| 11. Corea del Sur     |
| 12. Rumania           |
| 13. Francia           |
| 14. Hungría           |
| 15. Angola            |
| 16. Argentina         |
| 17. Brasil            |
| 18. Senegal           |
| 19. Eslovenia         |
| 20. R. D. del Congo   |
| 21. Cuba              |
| 22. Kazajistán        |
| 23. China             |
| 24. Australia         |

### Máximas goleadoras
| N.º | Nombre                     | Selección     | Goles | Tiros | %    | Partidos jugados |
| --- | -------------------------- | ------------- | ----- | ----- | ---- | ---------------- |
| 1   | Lois Abbingh               | Países Bajos  | 71    | 114   | 62 % | 10               |
| 2   | Ryu Eun-Hee                | Corea del Sur | 69    | 114   | 61 % | 8                |
| 3   | Tjaša Stanko               | Eslovenia     | 62    | 98    | 63 % | 7                |
| 4   | Alexandrina Cabral Barbosa | España        | 60    | 95    | 63 % | 10               |
| 5   | Jovanka Radičević          | Montenegro    | 58    | 82    | 71 % | 19               |
| 5   | Estavana Polman            | Países Bajos  | 58    | 107   | 54 % | 19               |
| 7   | Stine Bredal Oftedal       | Noruega       | 51    | 82    | 62 % | 10               |
| 8   | Cristina Neagu             | Rumania       | 49    | 82    | 60 % | 8                |
| 9   | Yaroslava Frolova          | Rusia         | 48    | 69    | 70 % | 10               |
| 10  | Sally Potocki              | Australia     | 47    | 100   | 47 % | 7                |

Fuente: 

### Mejores porteras
| N.º | Nombre             | Equipo    | Paradas | Tiros | %    | Partidos jugados |
| --- | ------------------ | --------- | ------- | ----- | ---- | ---------------- |
| 1   | Catherine Gabriel  | Francia   | 34      | 81    | 42 % | 7                |
| 2   | Viktoriya Kalinina | Rusia     | 42      | 107   | 39 % | 7                |
| 2   | Sandra Toft        | Dinamarca | 90      | 229   | 39 % | 8                |
| 4   | Hatadou Sako       | Senegal   | 85      | 228   | 37 % | 7                |
| 5   | Dinah Eckerle      | Alemania  | 103     | 290   | 36 % | 9                |

Fuente: 

### Equipo ideal
- Mejor jugadora del campeonato —MVP—: Estavana Polman ( Países Bajos).

| Posición          | Nombre                     | País         |
| ----------------- | -------------------------- | ------------ |
| Portero           | Tess Wester                | Países Bajos |
| Extremo derecho   | Jovanka Radičević          | Montenegro   |
| Extremo izquierdo | Camilla Herrem             | Noruega      |
| Pivote            | Linn Blohm                 | Suecia       |
| Central           | Estavana Polman            | Países Bajos |
| Lateral derecho   | Anna Viajireva             | Rusia        |
| Lateral izquierdo | Alexandrina Cabral Barbosa | España       |

Fuente: 